# Ratko Kacian
Ratko Kacian, né le 18 janvier 1917 à Zadar et mort le 18 juin 1949 à Zagreb, est un footballeur international yougoslave et croate. Il évoluait au poste d'attaquant.

## Biographie

### En club
Kacian est joueur du HAŠK Zagreb de 1936 à 1939,.
Il devient joueur du HNK Hajduk Split en 1939.
De retour au HAŠK, sous le régime des Oustachis, il devient Champion de Croatie en 1944.
Le club du HAŠK est dissous après le rétablissement de la Yougoslavie en 1945. Kacian devient joueur du Dinamo Zagreb. Il est Champion de Yougoslavie en 1947-48.
Il meurt prématurément à 32 ans en 1949.

### En équipe nationale
Ratko Kacian est sélectionné en équipe de Croatie de 1940 à 1943,.
Il est d'abord sélectionné avec une équipe représentant la Banovine de Croatie le 8 décembre 1940 contre la Hongrie (match nul 1-1 à Zagreb).
À partir de 1941, l'équipe nationale représente l'État indépendant de Croatie. Kacian dispute 9 matchs amicaux et inscrit un but contre la Bulgarie le 11 avril 1942.
Après le rétablissement de la Yougoslavie, Kacian joue avec l'équipe Yougoslave le 9 mai 1946 en amical contre la Tchécoslovaquie.
Il fait partie du groupe yougoslave médaillé d'argent aux Jeux olympiques de 1948 mais ne dispute aucune rencontre durant le tournoi.

## Palmarès
| \| HAŠK Zagreb - Championnat de Croatie (1) : - Champion : 1944. \| \| Dinamo Zagreb - Championnat de Yougoslavie (1) : - Champion : 1947-48. \| |  | Yougoslavie - Jeux olympiques : - Argent : 1948.                       |
| HAŠK Zagreb - Championnat de Croatie (1) : - Champion : 1944.                                                                                    |  | Dinamo Zagreb - Championnat de Yougoslavie (1) : - Champion : 1947-48. |